# Možemo!
Možemo! je hrvatska politička platforma i stranka zelene ljevice nastala kako bi sudjelovala na nacionalnim izborima za Sabor i Europski parlament 10. veljače 2019. godine. 
Na lokalnim izborima 2021. kandidat platforme Možemo! za gradonačelnika Zagreba, Tomislav Tomašević, dobio je 45,15 % glasova u prvom krugu te 65,25 % u drugome krugu čime si je Možemo! u Zagrebačkoj skupštini osigurao 24 zastupnika.

## Ključne vrijednosti
Stranka se određuje kao široka i progresivna platforma s ciljem uključivanja članova i glasača koji dijele vrijednosti lijeve (uključujući radikalno lijeve) i zelene politike, politike održivosti te demokratskog socijalizma. Ključne vrijednosti uključuju: opću decentralizaciju razvoja te ekonomsku, socijalnu i rodnu jednakost, smanjenje energetske i prehrambene ovisnosti uz neovisnost medija i poticaj inovacija. Njihovi modeli razvoja predlažu smanjenje prekarnosti rada, jačanje ekonomske demokracije, osnaživanje sindikalizma te prava radnika općenito.

## Povijest
Stranka je nastala iz inicijalnog odbora 26 aktivista i lijevo orijentiranih političara, uglavnom iz stranke Zagreb je NAŠ!, ali i neovisnih pokreta u drugim dijelova zemlje unutar istog političkog i ideološkog spektra.

### Osnivanje
Stranka je službeno osnovana 10. veljače 2019., pred izbore za Europski parlament, te je prvenstveno usredotočena na izobrazbu, zdravstvene politike, socijalnu i rodnu jednakost, podršku migrantima, obnovljive izvore energije i održivu poljoprivredu.
Osnivačka je skupština definirala da stranka nema službenog predsjednika, nego dvoje koordinatora. Među članstvom su za koordinatore izabrani Sandra Benčić i Teodor Celakoski, koji s još pet članova čine upravu. Drugi poznati članovi inicijative bili su Danijela Dolenec, Damir Bakić, Iskra Mandarić, Đuro Capor, Urša Raukar, Vilim Matula, Dario Juričan, Mima Simić, Ivo Špigel, Tomislav Tomašević i ostali.

### Izbori za Europski parlament 2019.
Stranka Možemo!, Nova ljevica te Održivi razvoj Hrvatske (OraH) 28. ožujka 2019. godine formirali su koaliciju za europske parlamentarne izbore 2019., gdje su očekivali osvojiti jedan mandat koji bi dijelili po rotacijskom principu.
Koalicija je dobila 19 313 glasova, što je 1,79 % ukupnog biračkog tijela.

### Parlamentarni izbori 2020.
Za parlamentarne izbore 2020., platforma/stranka na izbore izlazi u zeleno-lijevoj koaliciji (Zagreb je NAŠ!, Nova ljevica, Radnička fronta, ORaH i Za grad) zasnovanoj na zajedničkom radu u sklopu Lijevog bloka u zagrebačkoj gradskoj skupštini. Bivši saborski zastupnik SDP-a Bojan Glavašević pridružio se koaliciji kao neovisni kandidat na listi.

#### Podrška kampanji
Mile Kekin, prednjak punk-rock sastava Hladno pivo, i njegova supruga Ivana Kekin, psihijatrica, pridružili su se stranačkoj listi kao socijalisti zabrinuti odsustvom socijalnih politika u SDP-u, stranci lijevoga centra. Mile Kekin također je autor pjesme Sretni ljudi koju je koalicija koristila za promociju. 
Mnogi poznati kulturni djelatnici uključili su se u podršku. Redatelj i izvedbeni umjetnik Mario Kovač također se pridružio kao kandidat liste za dijasporu (kroz satiričke nastupe i uporabu medija). Uza sve to, posljednjih tjedana pred izbore podršku su videozapisom dale javne figure poput oskarovke i aktivistkinje Jane Fonde.

### Lokalni izbori 2021.
Za razliku od prethodnih izbora, Možemo! je za lokalne izbore 2021. formirao različite koalicije u gradovima gdje već ima istaknute kandidate i ogranke stranke te podržao platformu Budimo Grad u Varaždinu.
Zagrebačka koalicija stranaka: Možemo!, Zagreb je NAŠ!, Nova ljevica, Zelena alternativa – OraH i Za grad je ponovno objavila glazbeni video spot u sklopu kampanje za lokalne izbore u Zagrebu – Znam da možemo!.
Na izborima je kandidat stranke Možemo!, Tomislav Tomašević, pobijedio u Zagrebu i postao novi gradonačelnik Grada Zagreba, a Suzana Jašić postala je gradonačelnicom Pazina. Možemo! su osvojili mjesta u gradskoj skupštini još nekoliko gradova.

## Izbori
| izbori | u koaliciji sa | broj birača        | %                  | broj zastupnika u saboru | promjena       | Dio Vlade?     |
| izbori | u koaliciji sa | (cijela koalicija) | (cijela koalicija) | (samo Možemo!)           | (samo Možemo!) | (samo Možemo!) |
| ------ | -------------- | ------------------ | ------------------ | ------------------------ | -------------- | -------------- |
| 2020.  | Z-L            | 116 480            | 6,99               | 4 / 151                  | 4              | Oporba         |
| 2024.  | —              | 193 007            | 9,10               | 10 / 151                 | 6              | Oporba         |

## Vanjske poveznice
- Glazbeni video kampanje zagrebačke koalicije:
  - 2021. godine: Znam da Možemo!
  - 2020. godine: Sretni ljudi